# Sint-Servaasfontein

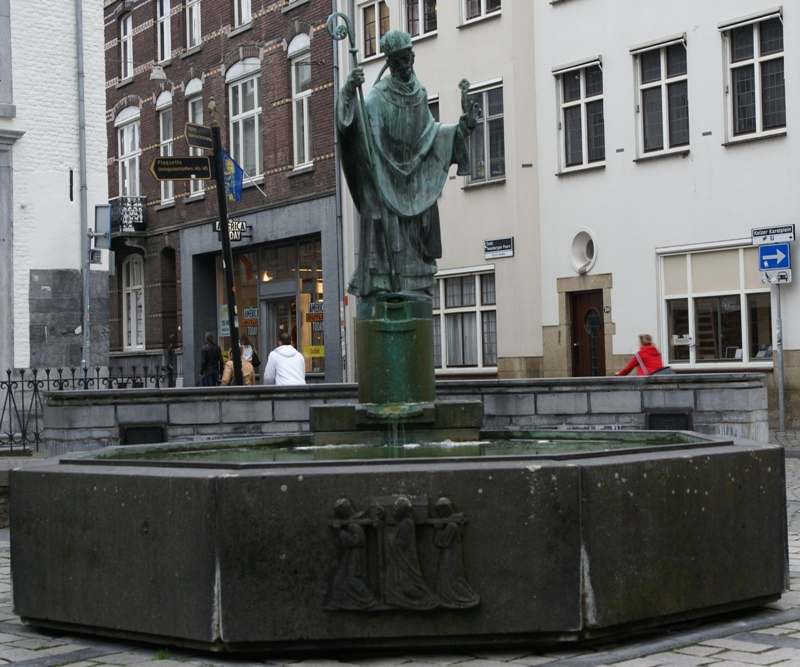
De Sint-Servaasfontein (2010)

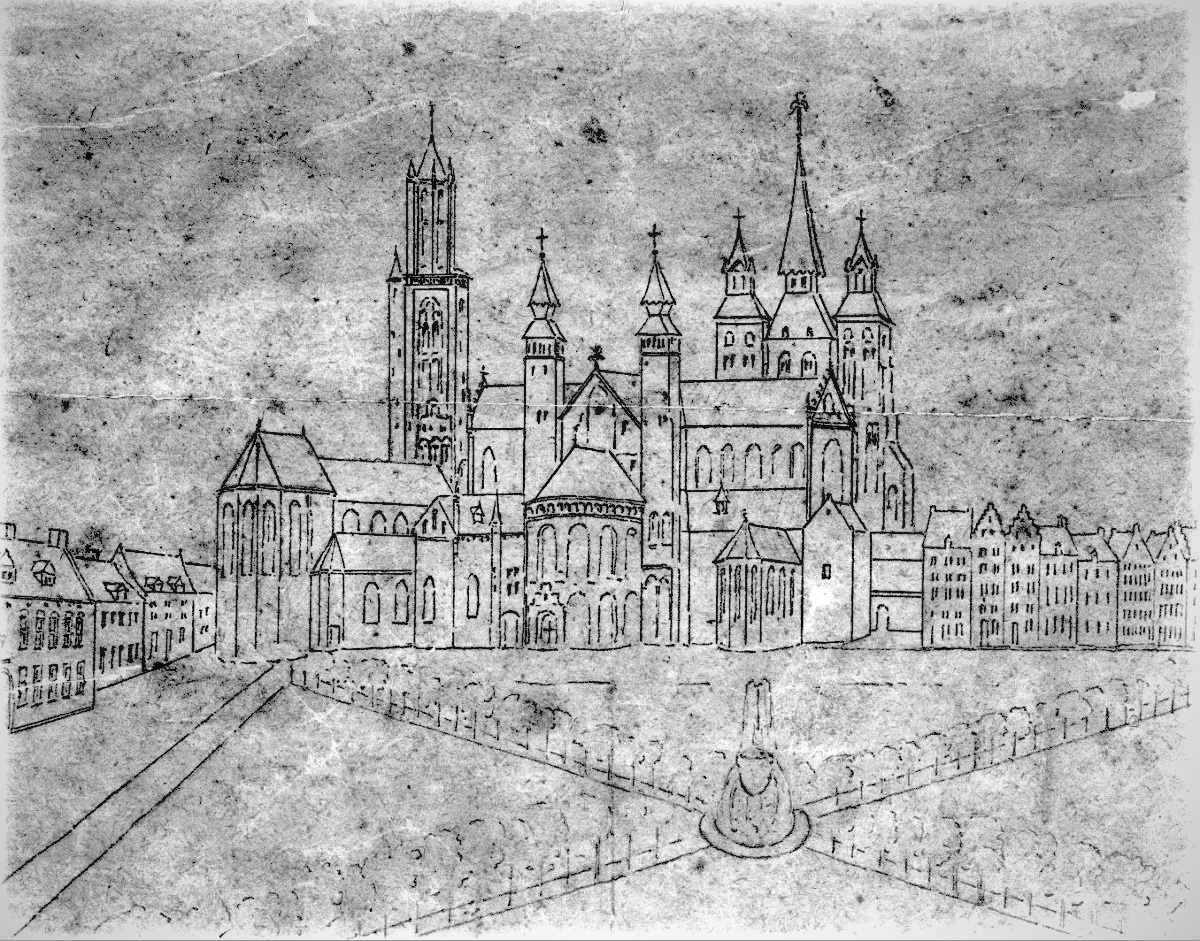
Het Vrijthof met centraal de Sint-Servaasfontein (historiserende tekening, 19e eeuw?)

De Sint-Servaasfontein of Servaasfontein is een fontein gelegen op het Keizer Karelplein in Maastricht in de Nederlandse provincie Limburg. De fontein bevindt zich op het plein waaraan ook het Noordportaal van de Sint-Servaasbasiliek gelegen is.
De fontein bestaat uit een achthoekig, koperen bassin bekleed met platen van basaltlava, ontworpen door de architect Alphons Boosten. Hierop is een bronzen beeld geplaatst van Sint Servaas uit 1934 van de Maastrichtse kunstenaar Charles Vos.
De huidige fontein stamt uit 1934 en is een gemeentelijk monument.

## Geschiedenis
In 1496 wilde het stadsbestuur een Sint-Servaasfontein en werd er een put geslagen op het Vrijthof om de fontein van water te voorzien. Dat mislukte want de put gaf te weinig water.
Rond 1600 metselde men in de toenmalige Servaasbroek in het Jekerdal een verzamelbekken rond de Sint-Servaasbron en liet men het water via een houten pijpleiding naar het Vrijthof lopen. Midden op het plein kwam er een ronde fontein die verdiept gelegen was. Deze had in het midden een hardstenen fonteinvaas, een bronzen deksel en daarbovenop een beeldje van een zegenende Servaas. Rond het bassin bevond zich een marmeren balustrade waarop de volgende Latijnse tekst was aangebracht:

Reiziger vereer deze bron, die ge hier ziet, want ze is heilig, en hetzij ge dorst, hetzij ge koorts hebt, drink ervan, leef, vaarwel. Daartoe vermaant u de vertrouwde naam van St. Servatius

Bij de fontein bevonden zich aardewerken bekers, zodat de pelgrims van het water konden drinken. De watervoorziening van de fontein bleef steeds weer voor problemen zorgen.
Kort na 1670 vulde men de fonteinbak met aarde en in 1733 ruimde men de laatste resten op. Het met beeldhouwwerk versierde bassin bevindt zich thans in de pandhof van de Sint-Servaasbasiliek.
In 1934 legde men midden op het Vrijthof een nieuwe fontein aan ter gelegenheid van de 1550e sterfdag van Servaas. Deze fontein was naar het ontwerp van Alphons Boosten met een beeld van Sint-Servatius van de hand van Charles Vos.
In 1992 werd de fontein verplaatst naar het Keizer Karelplein op de locatie van het Heilig Hartbeeld.

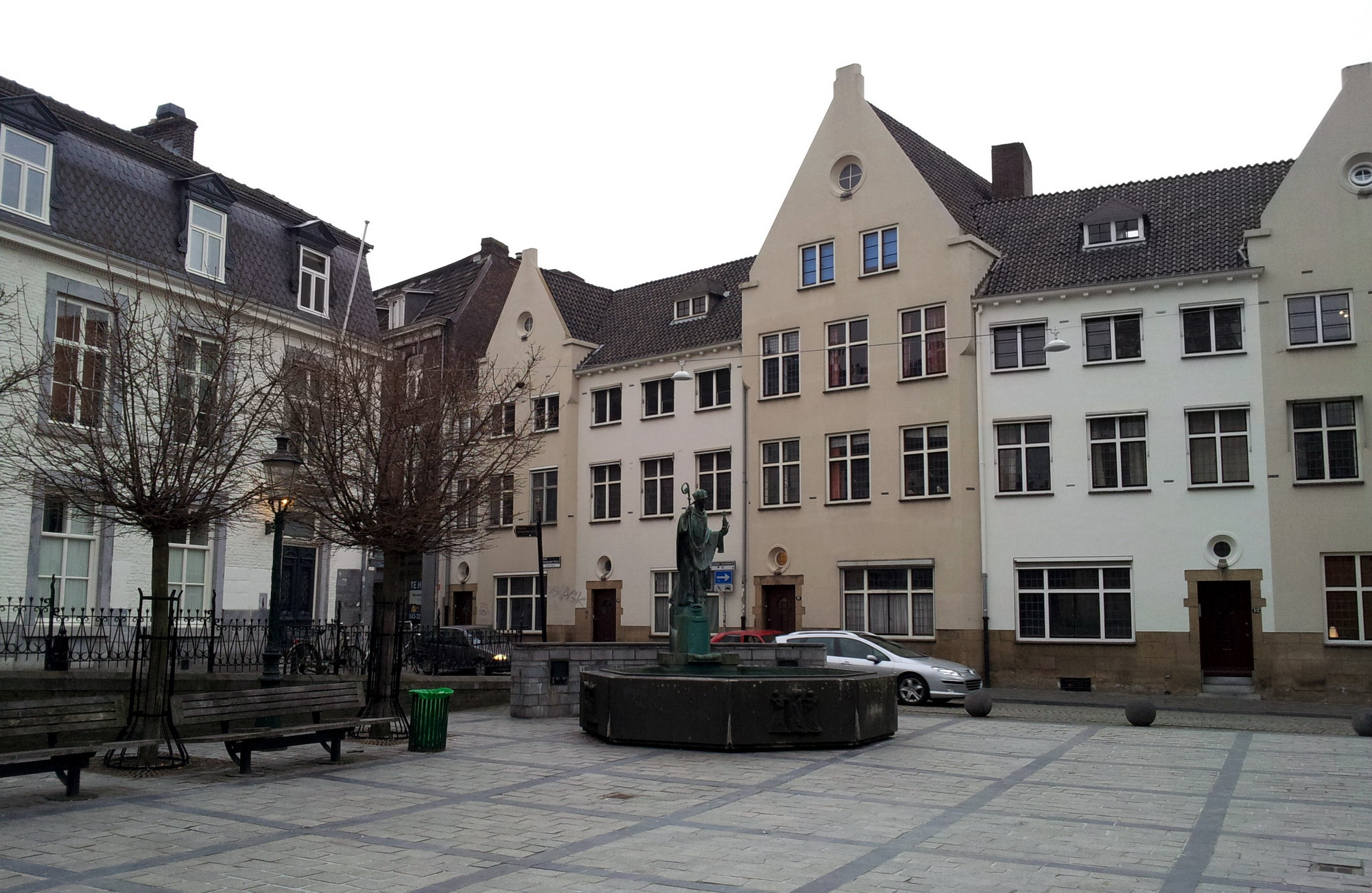
Zicht naar het noorden
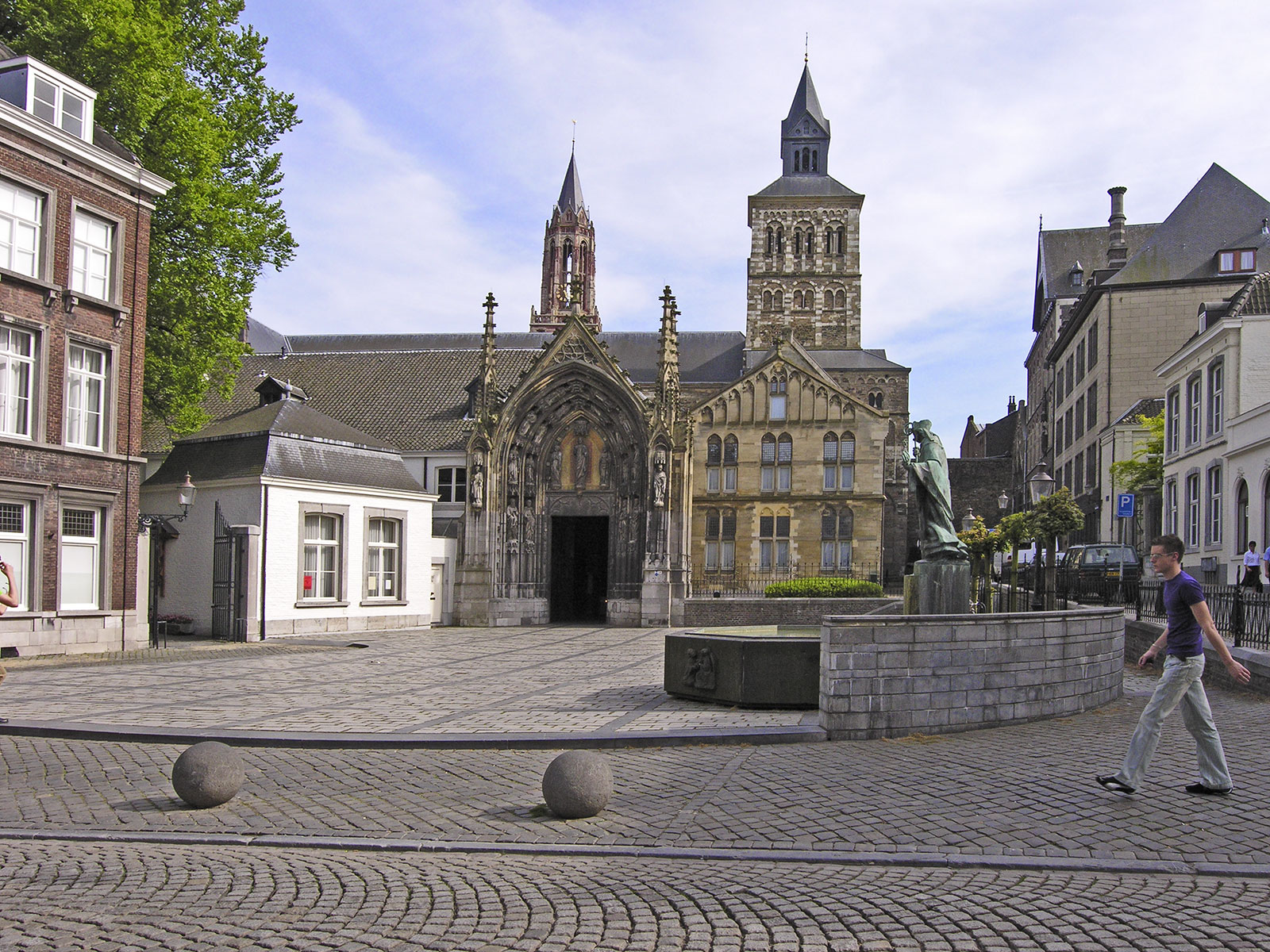
Zicht naar het zuiden
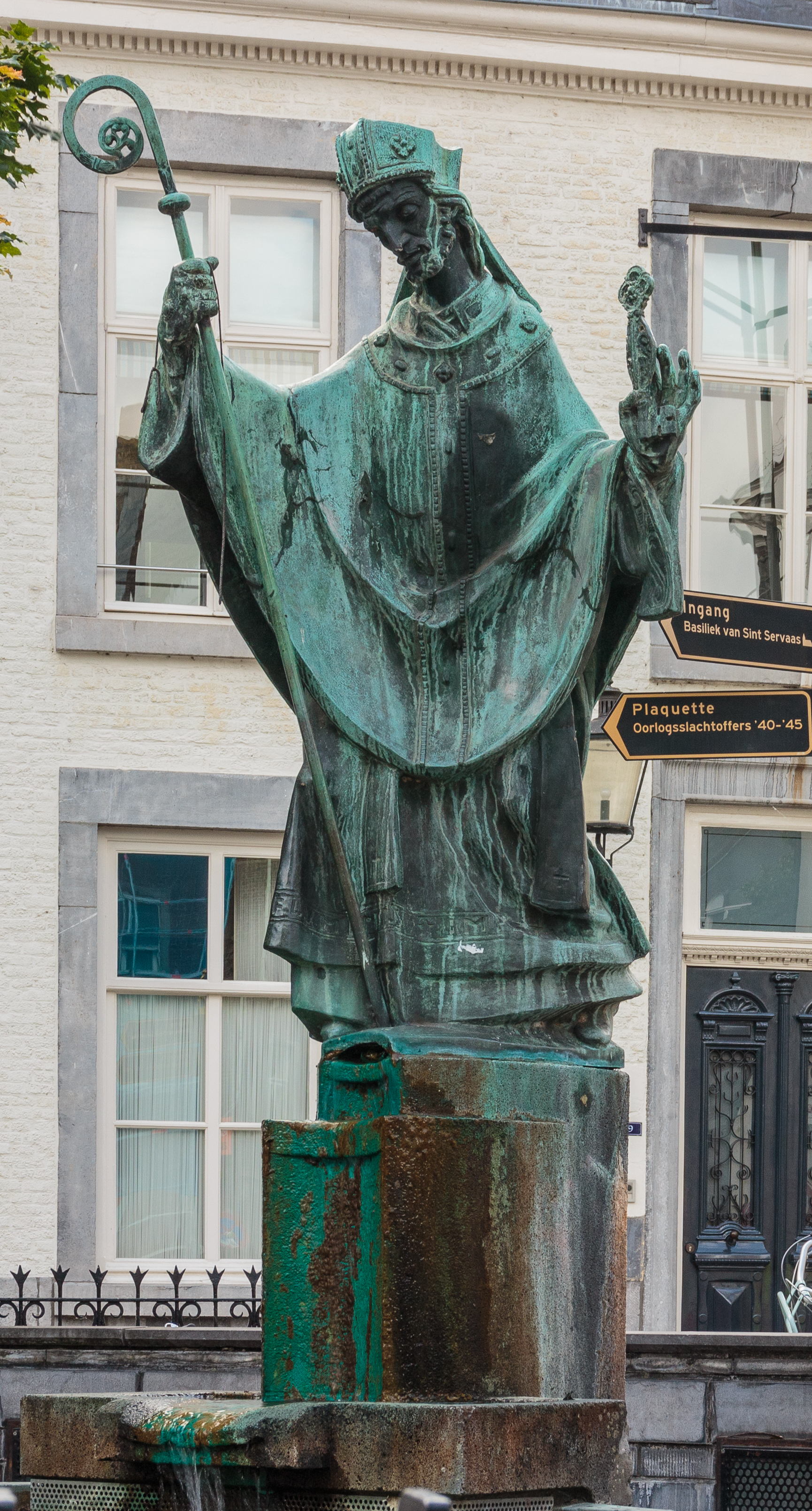
Sint-Servaasbeeld
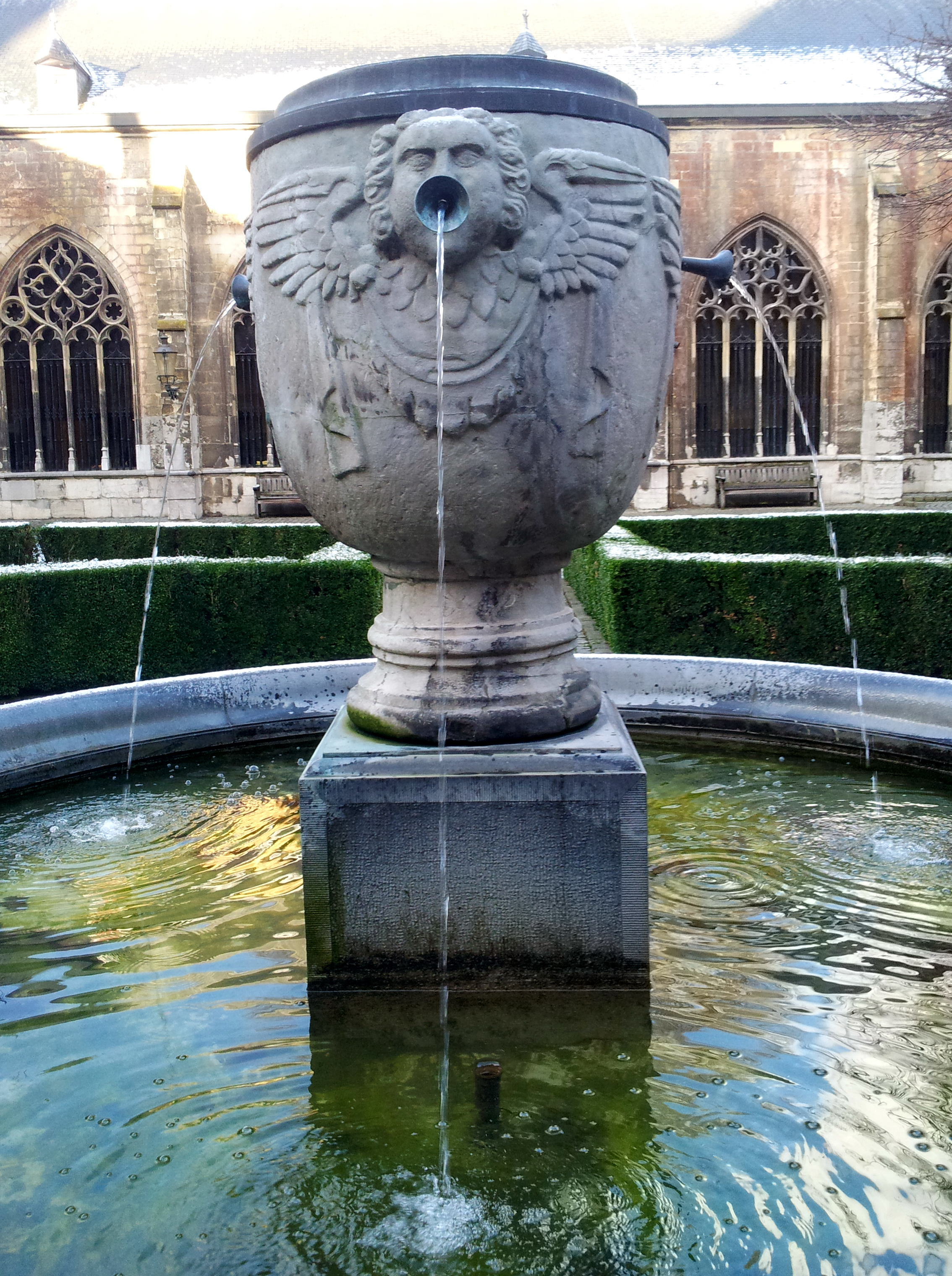
Bassin oude fontein